# 16598 Brugmansia
16598 Brugmansia este o planetă minoră (asteroid) din centura de asteroizi. A fost descoperită pe 18 decembrie 1992 la Caussols de Eric Walter Elst. 
Obiectul prezintă o orbită caracterizată de o semiaxă mare de 2,6196871 UAi, o excentricitate de 0,22, o înclinație de 1,62731 ° în raport cu ecliptica.